# 核桃举肢蛾
核桃举肢蛾（学名：Atrijuglans hetaohei）是一种属于鳞翅目麦蛾总科日逐蛾科举肢蛾属的昆虫。因其在停息时带有环状黑色毛刺的后足胫和跗节会向身后顶端抬起而得名。是一种专门蛀食核桃果实的害虫。
核桃举肢蛾属于完全变态类昆虫。老熟幼虫常常在树下土表层以下1至2毫米处，或在杂草、干枯的树叶等处结茧过冬。